# Włodzimierz Sadalski
Włodzimierz Sadalski   (Poznań, 29 d'agost de 1949) és un jugador de voleibol polonès, ja retirat, que va competir durant les dècades de 1960 i 1970.
El 1976 va prendre part en els Jocs Olímpics d'Estiu de Montreal, on va guanyar la medalla d'or en la competició de voleibol.
Entre 1970 i 1977 fou 186 vegades internacional per Polònia. En el seu palmarès també destaquen una medalla d'or al Campionat del Món de voleibol de 1974 i dues medalles de plata al Campionat d'Europa de voleibol, el 1975 i 1977. A nivell de clubs jugà a l'AZS Poznań, Skra de Varsòvia (1966-1974) i Płomień Milowice (1975-1979), amb qui va guanyar dues lligues poloneses (1977 i 1979) i la Copa d'Europa de voleibol de 1978.
Una vegada retirat exercí d'entrenador en diferents equips, entre ells la selecció nacional de Finlàndia (1987-1992).